# Mariene ecoregio Tonga-eilanden
De Mariene ecoregio Tonga-eilanden (146) (Engels: Tonga Islands marine ecoregion) is een biogeografische regio en ligt in het centrale deel van de Grote Oceaan in de Mariene provincie Tropische Zuidwestelijke Stille Oceaan (35) in het Marien rijk Centrale Indo-Pacific. De mariene ecoregio is vastgesteld door het World Wide Fund for Nature en The Nature Conservancy en is vernoemd naar de Tonga-eilanden.
In het oosten grenst het gebied aan de mariene ecoregio Zuidelijke Cookeilanden/Australeilanden (160), in het noorden aan de mariene ecoregio Samoa-eilanden (157) en in het westen aan de mariene ecoregio Fiji-eilanden (147).

## Geografie
De mariene ecoregio ligt in het centrale deel van de Grote Oceaan rond een deel van de Tonga-eilanden. Het gebied strekt zich uit van de wateren rond de eilandengroep Vava'u in het noordwesten, via Ha'apai naar Tongatapu in het zuidwesten tot het eiland Niue in het noordoosten.
Door het gebied stroomt de Pacifische Zuidequatoriale stroom, onderdeel van de Zuid-Pacifische gyre.

## Biogeografie
Het gebied kent zeeleven dat houdt van tropische temperaturen.